# Johannes Jacobus Adriaan van der Walt
Johannes Jacobus Adriaan "Adri" van der Walt (16 de octubre de 1938 - 28 de noviembre de 2003) es un botánico, taxónomo sudafricano, que trabajó extensamente en todo el sur de África.

## Biografía
En 1956 se matriculó en la Universidad de Pretoria, obteniendo en 1958, un B.Sc. en botánica y zoología. Inclinándose por la didáctica, se inscribe para el Diploma de Educación Superior que alcanzó en 1961 y un B.Ed. alcanzado en 1966, y desde 1961 hasta 1967 enseñó biología en el Departamento de Educación Transvaal. Mientras tanto se matriculó para un M.Sc. en la Universidad de Pretoria, estudiando el crecimiento secundario de ciertas lianas bajo la tutela de los profesores H.G. Schweickerdt (Van der Schijff 1977) y H.P. van der Schijff (Theron 1998), y se graduó en 1963. En 1968 fue nombrado profesor de botánica en la Universidad de Zululand, en Empangeni.
En 1969, se une al Dto. de botánica de la Universidad de Stellenbosch, como conferenciante y sucedió a P.G. Jordaan como profesor en 1979. También se matriculó en la Universidad de Pretoria para estudios sobre su proyecto de investigación, la taxonomía de Commiphora (Burseraceae) en Sudáfrica y Namibia, por lo que fue galardonado con un doctorado en 1971.
En la Universidad de Stellenbosch consolidó su posición y pronto se hizo conocido por su énfasis en enseñanza e investigación, aspectos queridos a la Universidad. Y empezó a buscar un buen proyecto de investigación a largo plazo, y el catalizador fue
el encuentro con el artista botánico Ellaphie Ward-Hilhorst quien tenía la ambición de hacer acuarelas de cada especie Pelargonium [ver Ellaphie Ward-Hilhorst en "Fanerógamas de África" 54 (1995) y Rourke 1994]. Eso resultó en el primer volumen de "Pelargonium del sur de África", los vv. 2.º y 3.º siguientes después de que se habían unido al equipo. Este trabajo sobre Pelargonium se convirtió en su principal objetivo para el resto de su vida.
Era un gran organizador, con una habilidad especial para persuadir a la gente a trabajar por sus metas, y así una considerable proporción de personal del departamento estaba trabajando para él. Reclutó a varios colaboradores locales e internacionales
entre ellos el Dr. María Gibby en el Museo de Historia Natural de Londres, el Prof. Focke Albers de la Universidad de Munster (ambos citólogos), y el Dr. Frederic Demame del CIRAD-IRAT de Reunión (aceites esenciales). Su interés abarcó la totalidad de las Geraniaceae.
En 1990, organizó un simposio internacional en Geraniaceae, al que llegaron expertos mundiales en ese campo.
Durante la década de 1970 y 1980, viajó extensamente por toda Sudáfrica, recogiendo especímenes de herbario del genus Pelargonium. Esa colección viva resultó ser de gran valor, permitiéndoe ser reconocido varios nuevas especies, el número de cromosomas que se determine, las composiciones de aceites esenciales que se establezcan, estudios anatómicos, e ilustraciones.
Sorprendentemente, en 1996, se jubiló anticipadamente, con 58 años. Se instaló en Kleinmond. También adquirió una pequeña granja en el Distrito Caledon donde hizo apicultura, experimentación con plantas autóctonas, e invasoras. Antes de su retiro se le diagnosticó cáncer. El tratamiento parecía ser un éxito, pero pocos años el cáncer volvió y resultó terminal. Le sobreviven su esposa Isabel, y tres de sus cuatro niños.

## Algunas publicaciones

### Libros
- j.j.a. Van der Walt, Hedrun E. K. Hartmann. 1987. The Role of Erepsiinae (Mesembryanthemaceae) in the Capensis Domain. Project report series. Ed. Foundation for Res. Development

- -------------------------, p.j. Vorster. 1977. Pelargoniums of Southern Africa, vv. 1 An. of Kirstenbosch Botanic Gardens 16. Ilustró Ellaphie Ward-Hilhorst. Ed. Purnell, 100 pp.

- -------------------------. 1971. 'n Taksonomies-morfologiese studie van die genus Commiphora Jacq. in Suid-Afrika. Ed. Univ. van Pretoria. 368 pp.

- -------------------------. 1964. 'n Morfologiese studie van die stingels van 'n aantal inheemse liane. Ed. Univ. van Pretoria

## Honores

### Eponimia
Especies
- (Geraniaceae) Pelargonium adriaanii M.Becker & F.Albers[4]